# NWA Canadian Open Tag Team Championship
El NWA Canadian Open Tag Team Championship fue el mayor campeonato en parejas de lucha libre profesional en la promoción Canadiense Maple Leaf Wrestling de 1952 hasta 1961. El título fue entonces reemplazado por el de la versión de Totonto de la NWA International Tag Team Championship.

## Lista de campeones
| Luchador | N.º | Fecha                    | Días | Lugar             | Notas |
| --- | --- | ------------------------ | ---- | ----------------- | ----- |
| Pat Flanagan & Whipper Billy Watson | 1   | 28 de agosto de 1952     |      | Toronto, Ontario  |       |
| Lou Plummer & Dick Raines | 1   | 11 de diciembre de 1952  |      | Toronto, Ontario  |       |
| Al & Tiny Mills | 1   | Enero de 1953            |      | Toronto, Ontario  |       |
| Yvon Robert & Whipper Billy Watson | 1   | 12 de enero de 1953      |      | Toronto, Ontario  |       |
| Al & Tiny Mills | 2   | 27 de noviembre de 1953  |      | Toronto, Ontario  |       |
| Hombre Montana & Whipper Billy Watson | 1   | 7 de enero de 1954       |      | Toronto, Ontario  |       |
| Al & Tiny Mills | 3   | 11 de febrero de 1954    |      | Toronto, Ontario  |       |
| Emil & Ernie Dusek | 1   | 4 de marzo de 1954       |      | Toronto, Ontario  |       |
| Al & Tiny Mills | 4   | 1954                     |      | Toronto, Ontario  |       |
| Tex McKenzie & Whipper Billy Watson | 1   | 16 de junio de 1954      |      | London, Ontario   |       |
| Great Togo & Tosh Togo | 1   | 8 de julio de 1954       |      | Toronto, Ontario  |       |
| Jack Claybourne & Luther Lindsay | 1   | 28 de septiembre de 1954 |      | Hamilton, Ontario |       |
| Ivan & Karol Kalmikoff | 1   | 19 de diciembre de 1954  |      | Toronto, Ontario  |       |
| Paul Baillargeon & Whipper Billy Watson | 1   | Diciembre de 1954        |      |                   |       |
| Al & Tiny Mills | 5   | 20 de enero de 1955      |      | Toronto, Ontario  |       |
| Ivan & Karol Kalmikoff | 2   | 17 de marzo de 1955      |      | Toronto, Ontario  |       |
| Lord Athol Layton & Whipper Billy Watson | 1   | 14 de julio de 1955      |      |                   |       |
| Fritz Von Erich & Karl Von Schober | 1   | 25 de octubre de 1955    |      | Toronto, Ontario  |       |
| Ilio DiPaolo & Whipper Billy Watson | 1   | 8 de diciembre de 1955   |      | Toronto, Ontario  |       |
| Fritz Von Erich & Karl Von Schober | 2   | 29 de diciembre de 1955  |      | Toronto, Ontario  |       |
| Guy & Joe Brunetti | 1   | 16 de agosto de 1956     |      | Toronto, Ontario  |       |
| Hard Boiled Haggerty & Dick Hutton | 1   | 20 de septiembre de 1956 |      | Toronto, Ontario  |       |
| Guy & Joe Brunetti | 2   | 27 de septiembre de 1956 |      | Toronto, Ontario  |       |
| Mr. Hito & Mr. Moto | 1   | 25 de octubre de 1956    |      | Toronto, Ontario  |       |
| |     |                          |      |                   |       |
| Guy & Joe Brunetti | 3   | 5 de febrero de 1957     |      | Hamilton, Ontario |       |
| Bill & Ed Miller | 1   | 12 de febrero de 1957    |      | Hamilton, Ontario |       |
| Pat O'Connor & Whipper Billy Watson | 1   | 9 de mayo de 1957        |      | Toronto, Ontario  |       |
| Gene Kiniski & Fritz Von Erich | 1   | 31 de octubre de 1957    |      | Toronto, Ontario  |       |
| Yukon Eric & Whipper Billy Watson | 1   | 13 de febrero de 1958    |      | Toronto, Ontario  |       |
| Reggie & Stan Lisowski | 1   | 20 de marzo de 1958      |      |                   |       |
| Bobo Brazil & Whipper Billy Watson | 1   | 22 de mayo de 1958       |      | Toronto, Ontario  |       |
| Ivan & Nikita Kalmikoff | 1   | 12 de junio de 1958      |      | Toronto, Ontario  |       |
| Dara Singh & Yukon Eric | 1   | 10 de julio de 1958      |      |                   |       |
| Reggie & Stan Lisowski | 2   | 7 de agosto de 1958      |      | Toronto, Ontario  |       |
| Bernard Vignal & Whipper Billy Watson | 1   | 28 de agosto de 1958     |      | Toronto, Ontario  |       |
| Ivan & Nikita Kalmikoff | 2   | 24 de septiembre de 1958 |      | London, Ontario   |       |
| Yukon Eric & Whipper Billy Watson | 2   | 13 de noviembre de 1958  |      |                   |       |
| Don Leo Jonathan & Gene Kiniski | 1   | 29 de octubre de 1959    |      | Toronto, Ontario  |       |
| Ilio DiPaolo & Whipper Billy Watson | 2   | 31 de diciembre de 1959  |      | Toronto, Ontario  |       |
| Ivan & Karol Kalmikoff | 3   | 14 de marzo de 1960      |      | Toronto, Ontario  |       |
| Ilio DiPaolo & Whipper Billy Watson | 3   | 21 de abril de 1960      |      | Toronto, Ontario  |       |
| Doc & Mike Gallagher | 3   | 1960                     |      | Toronto, Ontario  |       |
| Ilio DiPaolo & Whipper Billy Watson | 4   | 18 de agosto de 1960     |      | Toronto, Ontario  |       |
| Stan Kowalski & Tiny Mills | 1   | 29 de diciembre de 1960  |      | Toronto, Ontario  |       |
| Ilio DiPaolo & Billy Red Lyons | 1   | 26 de enero de 1961      |      | Toronto, Ontario  |       |
| Título abandonado y remplazado con el NWA International Tag Team Championship (Toronto version), quien tuvo su primer campeón el 8 de junio de 1961. |     |                          |      |                   |       |